# Widerøe
Widerøe — норвезька авіакомпанія, що має базу у Буде, а також найбільша регіональна авіакомпанія у Скандинавії.

## Історія
Основні події:
- 1934: створення Widerøes Flyveselskap ASA як компанії, що надає авіаційні послуги як авіатаксі, для аерофотозйомки, повітряної швидкої допомоги та рекламних рейсів
- 1935: перенесення бази до Кіркенесу
- 1958: перенесення бази до Тромсе
- 1999: компанію придбала SAS

## Код-шеринг
Компанія має код-шерингові угоди з авіалініями:
- Air France
- BRA Braathens Regional Airlines
- Finnair[2]
- KLM
- Scandinavian Airlines

## Флот
Флот на квітень 2020:
| Тип                            | В дії | Замовлено | Пасажирів | Примітки |
| ------------------------------ | ----- | --------- | --------- | -------- |
| De Havilland Canada DHC-8-100  | 23    | —         | 39        |          |
| De Havilland Canada DHC-8-200  | 3     | —         | 39        |          |
| De Havilland Canada DHC-8-300  | 6     | —         | 50        |          |
| De Havilland Canada Dash 8-400 | 10    | —         | 78        |          |
| Embraer 190-E2                 | 3     | —         | 110       |          |
| Разом                          | 45    | 0         |           |          |